# Cleomenes modicatus
Cleomenes modicatus là một loài bọ cánh cứng trong họ Cerambycidae.